# Сушево (община Щип)
Вижте пояснителната страница за други значения на Сушево.
Сушево (на македонска литературна норма: Сушево) е село в община Щип, Северна Македония.

## География
Сушево е селце разположено на около 6 километра западно от град Щип.

## История
В XIX век Сушево е изцяло българско село в Щипска кааза на Османската империя. Според статистиката на Васил Кънчов („Македония. Етнография и статистика“) от 1900 година в селото има 70 жители, всички българи християни.
На 17 юни 1913 година части от 23-ти пехотен шипченски полк форсират р. Брегалница, при което загиват 5 офицери и 101 подофицери и войници от полка. Офицерите са погребани в църковния двор в гр. Щип, а подофицерите и войниците в село Сушево. След Междусъюзническата война (1913) селото остава в Сърбия.

## Личности
Починали в Сушево
- Ангел Илиев Братоев, български военен деец, подпоручик, загинал през Междусъюзническа война[3]
- Добри Славов Кирчев, български военен деец, подпоручик, загинал през Междусъюзническа война[4]